# Acid palmitoleic
Acid palmitoleic là một acid béo không bão hòa đơn, nhóm omega, là thành phần phổ biến của glyceride trong mô mỡ của người và nhiều động vật. Trong cơ thể người, nó thường có nồng độ cao nhất ở gan. Trong cơ thể sống, nó được biến đổi từ acid palmitic qua quá trình sinh tổng hợp nhờ xúc tác của enzym chuyên biệt là Stearoyl-CoA desaturase-1. Enzym này được mã hoá bởi gen Δ-9-desaturase.

## Ngoại diện
Trong tiếng Anh, acid palmitoleic có tên thường dùng là "palmitoleic acid", tuy nhiên hợp chất này còn nhiều tên gọi khác:
1. Palmitolinoleic acid;
2. (9Z)-hexadec-9-enoic acid (theo IUPAC);
3. (9Z)-hexadecenoic acid;
4. cis-9-hexadecenoic acid;
5. cis-delta(9)-hexadecenoic acid;
6. zoomaric acid;
7. (Z)-hexadec-9-enoic acid;
8. 16:1n-7 hoặc đôi khi là 16:1∆9.(Tỉ số 16:1 là trị số cụ thể của chỉ số C:D dùng chỉ thuộc tính của acid béo; trong đó C = tổng số nguyên tử carbon của nó, D = tổng số liên kết đôi không bão hòa).

## Lược sử
Acid palmitoleic là một acid hữu cơ đã được phát hiện vào năm 1854 nhờ P.G. Hofstädter khi ông nghiên cứu dầu cá chiết xuất từ gan của cá nhà táng. Mãi đến năm 1906, thì H. Bull mới phát hiện ra thành phần phân tử của nó, sau đó được Lewkowitsch đặt tên "palmitoleic acid" như hiện nay. Tuy nhiên cấu trúc của nó mãi đến năm 1925 mới được  E.F. Armstrong và cộng sự thiết lập.

## Cấu tạo

Cấu trúc của phân tử acid palmitoleic

- Acid palmitoleic có cấu tạo của một acid béo không bão hòa đơn (có một liên kết đôi dạng cis, từ đầu methyl là omega-7 (ω-7), nối với nhóm phụ được gọi là acid béo chuỗi dài (long chain fatty acid, viết tắt là LCFA) chứa từ 14 đến 18 nguyên tử carbon.
- Nói chung, mỗi phân tử của nó có 16 nguyên tử carbon, có công thức hoá học tổng quát là CH3(CH2)5CH=CH(CH2)7COOH, hiện đã tìm thấy ở cả thực vật và động vật, được sinh tổng hợp qua quá trình sự khử bão hòa Δ9 của acid palmitic.

## Thuộc tính[1]
- Khối lượng phân tử: 254.4082 g/mol
- Công thức tóm tắt: C16H30O2.
- Tên theo chuẩn IUPAC: (Z)-hexadec-9-enoic acid
- Số đăng kí CAS: 373-49-9
- PubChem: 445638
- Ở dạng tinh khiết, nhiệt độ nóng chảy từ -0,5° đến + 0,5 °C (tức 31,1°-32,9 °F; 272,65°-273,65° K); nhiệt độ sôi ở 140°-141 °C (tức 284°-285,8 °F; 413,15°-414,15° K) trong điều kiện khí áp = 5 mm Hg.

## Lợi ích và nguồn cung cấp
- Trong các thí nghiệm tiền lâm sàng, nó có tác dụng chống viêm và hạ lipid máu, mặc dù nó là chất béo, nên có thể giảm nguy cơ mắc bệnh tim mạch và kháng insulin, bệnh tiểu đường và béo phì. Nghiên cứu sâu hơn cho biết nó có vai trò nhất định trong quá trình kích hoạt AMPK, từ đó ảnh hưởng đến một số phản ứng sinh hóa cụ thể, chuyển hóa cơ bản và sức khỏe của người.[3] AMPK (AMP-activated protein kinase) là enzym kinase hoạt hóa AMP, khi cơ thể hoạt động thể lực nhiều, nó được kích hoạt từ hệ cơ xương làm tăng tỷ lệ AMP / ATP.[4]
- Đối với người, acid palmitoleic rất cần cho sự sinh trưởng và phát triển của cơ thể, nhất là thời kì sơ sinh. Nguồn cung cấp acid cho trẻ sơ sinh chủ yếu từ sữa mẹ, chất béo động vật và dầu thực vật mà mẹ hấp thu được.[5] Nó còn có thể được cung cấp cho người từ dầu Macadamia lấy từ hạt cây Mắc ca lá nhẵn (Macadamia integrifolia) và dầu hắc mai chiết xuất từ Hippophae rhamnoides chứa tới 17% cho đến 19-29% acid palmitoleic.[6][7] Trong quả cẩm quỳ Durio graveolens có 13,55% chất béo loại này.[8]